# 我願意 (1985年電影)
《我願意》是1985年出品的一部香港電影，由劉嘉豪執導，以青春愛情故事作為電影題材，主要演員包括：溫韋倫、柏安妮、廖偉雄、任喜寶等，於1985年10月3日至10月10日期間在香港上映。碧泉檸檬茶與製片商新藝城影業有限公司及玉郎影業（香港）有限公司合作舉辦「碧泉發掘新星」（碧泉新星大賽）活動，從參加者當中挑選出一男一女在此電影中客串演出。

## 情節介紹
故事講述Ann是一名富家女子，從小驕生慣養，其父在她從美國留學回港後，要求她學習自食其力。Ann在一間花店找到工作，花店對面是一間照相舖，照相舖的店員Ben對Ann一見鍾情，Ben的朋友蘇東坡想辦法幫助Ben結識Ann，但不成功。在一次偶然的機會下，Ann的朋友認識了Ben和蘇東坡，因此與Ann成為朋友。Ben追求Ann，而Ann卻愛上蘇東坡，Ann的父親則反對他們談戀愛，眾人由此展開了一連串的愛情故事。

## 演員列表
- 柏安妮－Ann，是一名富家女子。 (粵語配音: 盧素娟)
- 廖偉雄－Ben，照相舖的店員。 (粵語配音: 廖偉雄)
- 溫韋倫－蘇東坡，Ben的朋友。  (粵語配音: 鄧榮銾)
- 任喜寶－阿冰
- 羅浩楷－陳福水
- 黎明－客串角色
- 廖淑霞－客串角色

## 電影歌曲
- 主題曲：《我願意》（作曲：黎小田；填詞：鄭國江；編曲：黎小田；主唱：張國榮）

## 製作人員
- 美術：李耀光
- 場記：李力持
- 策劃：蕭若元
- 燈光：談智偉
- 化妝：王麗娟
- 道具：張富榮
- 攝影：古國華
- 剪接：胡大為
- 服裝：成福英
- 配樂：黎小田
- 出品人：黃玉郎
- 製片：梁鎮國
- 導演：劉嘉豪
- 副導演：盧寶山
- 編劇：黎偉民
- 動作設計：梁小熊
- 監製：鍾錦江
- 執行監製：黎彼得